# Swanton (Vermont)
Pour les articles homonymes, voir Swanton.
Swanton est une municipalité dans l'État du Vermont aux États-Unis. Sa population était de 6 701 en 2020.

## Géographie
La municipalité a une superficie de 159,7 km2, donc 125,4 km2 sont en terre, et 34,3 km2 sont en eaux.
À l'intérieur de la municipalité de Swanton, il y a le village de Swanton. Voir Swanton. 

## Historique
La ville de Swanton fut créée en 1763 comme une concession du New Hampshire par Benning Wentworth, le gouverneur de la province du New Hampshire. Il a été nommé pour le capitaine William Swanton, officier dans l'armée britannique, qui avait voyagé à travers la zone lors de la guerre de Sept Ans.  
Il y avait des seigneuries de la Nouvelle-France au début de 1734 et des petits villages canadiens, y compris une mission catholique dans ce qui est maintenant Swanton dès 1740, quand les colons du Québec ont utilisé une voie navigable reliant Québec et Montréal pour atteindre les rives de la rivière Missisquoi près de ce que l'on appelle maintenant Swanton Falls.
Aucun des bénéficiaires originales de la Charte reçu par le gouverneur Wentworth ont résidé à Swanton, optant plutôt de vendre ou d'échanger leurs actions. En raison de sa proximité avec la frontière canadienne, elle n'était pas peuplée par les colons britanniques dans les années 1760 et 1770, ou par la nouveau pays des États-Unis dans les années 1770 et 1780, ou par la république du Vermont au début des années 1780. Jusqu'en 1786, Ira Allen détenait 59 des 64 concessions originales.  
En 2013, des artefacts humains datant d'il y a 7 000 ans ont été trouvés près de la rivière Missisquoi, y compris un objet type Neville qui aurait été attachée à une lance.